# Doomlord
Doomlord va ser una sèrie de còmic (i el nom del títol compartit dels personatges centrals) publicada al còmic britànic Eagle durant la dècada de 1980, des del número 1 el 27 de març de 1982 fins al número 395 el 14 d'octubre de 1989. Les reimpressions de les històries anteriors de Doomlord van continuar fins al 7 d'abril de 1990. Va ser escrit per Alan Grant i John Wagner.
Inicialment un intent de publicar terror de ciència-ficció en forma de fotonovel·la, Doomlord va ser dibuixat més tard per Heinzl (1983–1984) i Eric Bradbury (1984–1989). Va ser una saga que començava amb un extraterrestre que jutjava el dret de la humanitat a existir i que fracassava en el seu intent d'executar la humanitat. Un Doomlord substitut va governar a favor de la Terra i finalment es va convertir en el seu protector, engendrant un fill; la sèrie va evolucionar cap al gènere superheroic.
La barcelonina editorial Bruguera la va publicat parcialment en castellà en les revistes Mortadelo i Super Rompetechos amb el títol d'Exterminius.

## Fotonovel·la original
La sèrie va aparèixer originalment com una història de 13 parts en els primers 13 números de la rellançada Eagle, i tenia un to de terror científic. Com moltes de les tires publicades aleshores a Eagle, estava formada per fotografies en blanc i negre amb models i actors, amb quadres de text i globus de parla i pensament.
La història explica com el periodista Howard Harvey i un amic policia, Bob Murton, van ser testimonis d'un aparent meteoroide caient al bosc local. De fet, el meteoroide era una nau espacial que portava a la Terra un alienígena amb túnica sinistra. Es descrivia a ell mateix com "Doomlord -servent de Nox, amo de la vida, portador de la mort!" Llavors Doomlord va matar en Bob aparentment simplement agafant el cap d'en Bob amb les seves mans i va deixar inconscient a Harvey, que es va despertar i es va trobar sol. A la comissaria de policia local, va descobrir en Bob viu, rient-se del "somni" del seu amic; tanmateix, en Bob portava l'"anell energitzador" de l'extraterrestre. 'Bob' va organitzar una reunió amb un membre del Parlament local i després va desaparèixer.
Durant els següents números, Harvey va reconstruir el que estava passant: Doomlord tenia el poder d'assassinar persones i absorbir els seus records i personalitat amb el tacte. Aleshores desintegrava el seu cadàver amb el seu anell energitzador i després utilitzava una altra habilitat alienígena: canviar la seva forma per asumir la forma de la seva víctima absorbida, i així suplantar-los perfectament. D'aquesta manera, podia moure's lliurement entre la societat humana, deixant només un rastre de persones desaparegudes mentre abandonava cada identitat per una de nova.
Harvey va intentar inútilment aturar a Doomlord, però no va poder convèncer ningú més de l'existència de l'alienígena. Doomlord també semblava invulnerable, tanmateix, això no s'estenia a la seva forma humana i Harvey va aprofitar per disparar-li amb una pistola.
Però Doomlord va mostrar una tercera habilitat alienígena: passar la seva "força vital" a una altra persona, i després créixer paràsitament a l'interior i, finalment, "fer-se'n càrrec" com si l'hagués absorbit.
Doomlord va manipular Harvey en una trampa i va explicar la seva "terrible missió" com a "Servent de Nox": havia de ser l'únic jutge, jurat i botxí del dret de la humanitat a existir, utilitzant les identitats d'empresaris, polítics destacats, científics i altres membres de l'"elit" de la societat com a trampolí per reunir proves. Si Doomlord jutgés la humanitat com a incapaç de governar la Terra, o de suposar un risc potencial per a la comunitat interestel·lar més gran, la destruiria, els milers de milions de morts humanes innocents no tenen importància, ja que "El destí de l'individu no és important quan la supervivència de l'espècie està en joc". Va veure els intents de Harvey d'aturar-lo com una diversió, aquesta va ser l'única raó per la qual no el va matar.
Doomlord es va establir així com un "vigilant espacial" extremadament despietat, fins i tot feixista, que no pensaria res del genocidi sempre que els fins justifiquessin els mitjans. Com va dir Alan Grant:
| « | (anglès) His philosophy is Platonic, socialistic and fascistic at the same time – the fate of the individual is unimportant, only the fate of the species matters. This makes it right and inevitable that an elite will arise to supposedly safeguard the rights of the majority (and keep them in line). And you can see the logic in his conclusions – mankind is polluting Earth to death, we're slaughtering each other with ever bigger bombs, we're on the threshold of space travel with ships bearing nukes. Shit, if I was a Doomlord I'd be putting the kibosh on the species too. | (català) La seva filosofia és platònica, socialista i feixista alhora: el destí de l'individu no té importància, només importa el destí de l'espècie. Això fa que sigui correcte i inevitable que sorgeixi una elit per suposadament salvaguardar els drets de la majoria (i mantenir-los en línia). I podeu veure la lògica de les seves conclusions: la humanitat està contaminant la Terra fins a la mort, ens matem els uns als altres amb bombes cada cop més grans, estem al llindar dels viatges espacials amb naus que porten armes nuclears. Merda, si jo fos un Doomlord també estaria posant fi a l'espècie. | » |

Doomlord va pronunciar un veredicte de culpabilitat i va pronunciar la sentència de mort sobre la humanitat. Va hipnotitzar en Harvey perquè l'acompanyés a un establiment de guerra de gèrmens, per veure impotent com Doomlord construïa un virus per matar humans a tot el món, però deixant les altres espècies sense afectacions. Tanmateix, Harvey va aconseguir superar el seu hipnotisme mitjançant la força de la voluntat i va apunyalar a Doomlord en forma humana. Doomlord va infectar Harvey amb la seva força vital, de manera que Doomlord tornaria a encarnar i completar la seva temible missió. Però Harvey es va sacrificar alliberant el virus dins del laboratori segellat. L'últim acte d'en Harvey va ser informar al Doomlord mort que la humanitat tenia el dret de decidir el seu propi destí, sense importar les conseqüències.
A partir del número 2, el capçal de la tira representaria l'última víctima de Doomlord transformant-se en l'extraterrestre. Com moltes de les primeres tires d'Eagle, la tira original va aparèixer en format de fotonovel·la, requerint un actor amb una màscara i mans de goma fetes a mida i efectes especials de baix pressupost. Malgrat això, la tira va aconseguir produir l'atmosfera i tractava temes adults com l'ecologisme.

## Segona fotonovel·la
La sèria de Doomlord va ser una tira de "ruptura" que va ser extremadament popular, fins i tot més que Dan Dare, que era la principal atracció d'Eagle. La sèrie va tornar al número 21 d'Eagle, amb el títol de Doomlord II, i era considerablement més de ciència-ficció. Va revelar que "Doomlord" era un nom genèric per a un dels molts "Servirs" del planeta Nox, que havien assumit la terrible tasca de l'eugenèsia a nivell d'espècie per al benestar comú de la galàxia. Els governants de Nox, el Dread Council, havien notat la desaparició del primer Doomlord (o Servitor Zyn) a la Terra, i van enviar al novell Servitor Vek per investigar i possiblement dur a terme el judici de Zyn. (El nom de Vek, però, no es va revelar fins a la història de Doomlord III, el Dread Council el va esmentar quan va enviar el Servidor Zom per trobar el suposadament desaparegut Vek.) La segona sèrie i les sèries posteriors es van retransmetre principalment des del punt de vista de l'alienígena, mentre que la primera sèrie havia estat principalment des del punt de vista d'Howard Harvey.
Les experiències de la humanitat de Vek eren diferents de les de Zyn. Prenent la identitat del viatger comercial Eric Plumrose, Vek es va allotjar al bed and breakfast de la senyora Souster a Bradford, mantenint-la a ella i als seus dos fills petits sota una hipnosi permanent, perquè pogués romandre en la seva pròpia identitat, ja que estar en altres formes minava les seves forces. Mentrestant, va determinar el destí d'en Zyn i va recuperar l'anell energitzant de Zyn. Sense que algú com Harvey el molestés, va concloure -en contrast amb el judici absolutista de Zyn- que els problemes de la humanitat eren majoritàriament socials més que no pas inherents; els líders de la humanitat mereixien el focus de culpa, amb la gran majoria culpables només d'apatia, ignorància i impotència. Vek va demanar al Consell una revisió del judici de Zyn, que li va donar un any per influir en secret sobre la humanitat per a millor. L'execució es duria a terme si no tenia èxit.
Per tant, la sèrie va canviar de to amb Vek intentant alterar clandestinament els afers humans per fer-los passar el judici del Servidor, i es va convertir en més polític d'acord amb les opinions personals d'Alan Grant. Durant un arc de la història de diversos mesos, Vek va hipnotitzar els rics per col·locar centenars de milions de lliures de fons en un grup de pressió ambiental anomenat Terra alternativa; va provocar l'augment de l'activitat política entre el públic en general; i va impactar el món cap al desarmament nuclear manipulant l'exèrcit nord-americà per llançar un atac nuclear. Una seqüència memorable va implicar que Vek va assumir la identitat del xofer d'un industrial multinacional abans d'una entrevista televisiva sobre els residus industrials; hipnotitzat per dir "només la veritat", l'industrial no només va estar d'acord amb l'acusació de l'entrevistador de contaminació desenfrenada, sinó que també va treure una llarga llista d'accions poc ètiques de la seva empresa. Un cop acabada l'emissió, l'industrial es va adonar que la seva carrera i la seva empresa estaven arruïnades i es va suïcidar bevent un efluent verinós produït per la seva pròpia empresa. En veure's obligat a "apressar les coses", Vek va llançar un míssil nuclear nord-americà contra Rússia. Els russos van ser capaços de destruir-lo amb seguretat i el quasi accident va impactar les superpotències en un desarmament nuclear total. Aquesta va ser la "missió complerta" per a Vek. El Dread Council of Nox va aixecar la condemna a mort de la humanitat i li va demanar que tornés a Nox. Tanmateix, l'explosió del míssil havia destruït la seva nau i es va veure obligat a romandre a la Terra fins que li poguessin enviar una nau de reemplaçament. (A la història de Deathlords, el poder de la teleportació es va revelar al lector, de manera que no és clar per què no van poder portar Vek a casa d'aquesta manera). La sèrie Doomlord II va acabar amb Vek tornant a la pensió de la senyora Souster per esperar el seu rescat.

## Tercera fotonovel·la
"Doomlord III", a partir del número 49, va començar mostrant que aquestes millores eren temporals. Per exemple, un estat àrab va llançar un míssil nuclear, augmentant un conflicte a petita escala i fent que les potències mundials es rearmin, i els fons d'Alternative Earth van ser malversats pel seu director. Vek es va adonar que la naturalesa humana podria haver estat un factor més important del que es va adonar. El Dread Council, després d'haver perdut la fe en la capacitat de la humanitat per complir les seves promeses, va ordenar a Vek que executés la sentència de mort contra la humanitat. A causa de l'afició per la humanitat que havia desenvolupat, en Vek va desobeir, revelant la seva existència a la Humanitat i adoptant una posició oberta en els seus intents de manipular la humanitat, assenyalant la condemna a mort que penjava sobre ella si no es reformava.
Doomlord es va establir com una "figura oberta" i va concedir audiència a qualsevol que ho demanés, per influir millor en la humanitat. Un tema poderós en aquesta fase de la sèrie és el comportament passiu inherent de Vek davant els intents fallits d'assassinat, coacció i propaganda del govern britànic, combinat amb el seu senzill missatge de judici còsmic: "madura com a espècie, o jo (o un altre Doomlord, si em mates) et sacrificaré per protegir l'altra vida a la Terra". De vegades, gairebé se'l va retratar com una figura semblant a Gandhi, tot i que un que desintegraria els perdedors de temps. Com a demostració del seu poder fins i tot va crear un virus per destruir una petita ciutat, Prattlewell. Finalment, Vek es va tranquil·litzar mentre estava en forma humana, i va ser mantingut empresonat sota terra, on, com que necessitava llum ultraviolada per alimentar-se, va morir de fam i el seu cadàver va ser presentat triomfalment com a trofeu. No obstant això, havia transferit la seva força vital a un científic simpàtic anomenat Denby, i en tornar-se a convertir en Vek, va perdre la paciència amb la humanitat i va decidir dur a terme la condemna a mort. Tanmateix, abans que pogués fer-ho, un altre servidor, Zom, va arribar amb la tasca de destruir tant la humanitat com en Vek. Vek va acceptar el seu destí, però mentre Zom estava en camí de crear un virus que destruiria l'home, la humanitat una vegada més va decidir abandonar les armes nuclears i en Vek es va veure obligat a matar en Zom per salvar la humanitat. Va explicar a la humanitat el que havia passat i es va establir com all seu protector, sabent que més noxians seguirien per massacrar la humanitat i que ell era l'únic que tenia l'oportunitat de defensar-la encara que la seva pròpia vida estava ara en perill per desobeir el Dread Council i, pitjor encara, matar un company de servei. Després va tornar a la pensió de la senyora Souster un cop més. La tercera sèrie va acabar al número 67.

## Sèrie dibuixada
Eagle es va rellançar al número 79, del 24 de setembre de 1983, amb totes les tires basades en fotografies substituïdes o canviades al format dibuixat. La tira, ara anomenada simplement 'Doomlord', va continuar i es mantindria com una saga contínua fins al número 395 el 1989. Inicialment escrit per Gary Compton i entintada per Heinzl (fins a l'agost de 1984), i més tard, durant un període més extens, llapis i tinta per Eric Bradbury, la tira ara estava lliure de restriccions de pressupost o d'efectes especials: la primera pàgina mostra en Vek deformant-se en un ocell i observant un accident de carretera des de dalt.
En aquest punt, s'havia revelat que l'anell energètic de Vek tenia més habilitats: també podia fer-lo levitar, projectar camps de força, així com altres habilitats segons el que requerís el guió. Vek també s'havia humanitzat fins a cert punt: encara allotjant-se a la pensió de la senyora Souster, gairebé s'havia convertit en "un de la família" gaudint de bromes amistosos amb la senyora Souster i sent una figura paterna per als seus fills Pete i Mike, però ells encara estaven hipnotitzats en veure'l com Eric Plumrose (Alan Grant va descriure aquest "costat més suau" com "surrealista" i "la seva existència de telenovel·la tipus Coronation Street").
El Dread Council es va preocupar per la manca de contacte del Servidor Zom i es va posar en contacte amb Vek per preguntar sobre el parador d'en Zom. Vek va admetre que havia matat en Zom per protegir la raça humana i que el judici que la humanitat mereixia morir era equivocat. El Dread Council va prometre que Vek moriria pels seus crims i va enviar un trio d'assassins, els Deathlords, per matar en Vek. Els seus anells energètics combinats van resultar massa forts per al seu anell i va ser destruït i ell va ser ferit durant el procés, però va aconseguir escapar en forma de gos. No obstant, quan el seu estat va empitjorar, va quedar atrapat en forma de gos, només va aconseguir deformar el seu cap de nou a la forma noxiana. Tanmateix, amb l'ajuda de la senyora West i el seu fill Nick, es va curar amb un llum solar. Els Senyors de la Mort havien instal·lat un escut al voltant de Bradfield per evitar que en Vek s'escapés i van decidir utilitzar el seu amor per la humanitat per atreure'l. Van enviar ones hipnòtiques per tota la ciutat per forçar la gent a entrar a l'escut que els va matar. En Vek es va dirigir al punt central de l'escut i va trobar l'anell energètic que l'estava produint. Un deathlord l'estava esperant, però en Vek va aconseguir arribar primer a l'anell llançant maons des d'una xemeneia al deathlord, tombant-lo i donant-li temps suficient per utilitzar l'anell per matar el deathlord i desactivar l'escut. Després va desaparèixer durant uns mesos sense donar-li cap idea als deathlords de com trobar-lo (tot i que no hi ha cap explicació de per què no el van poder seguir a través de l'energitzador). Tanmateix, en una festa d'Any Nou, Vek no va poder mantenir la forma humana en què es trobava i els deathlorsd van començar la persecució una vegada més. Aquesta va ser la primera vegada que es va revelar que la teleportació era possible. Els deathlords el van trobar, però en Vek també va aconseguir teletransportar-se i escapar. Finalment es van cansar de la persecució i van decidir atraure'l. Van matar 104 humans en una autopista i després van enviar un missatge a Vek que l'endemà en matarien 10.000 si no es rendia. En Vek es va adonar que si continuaven acabarien destruint la humanitat matant un nombre cada cop més gran de persones, així que va decidir que havia d'enfrontar-se a ells. No obstant, va triar intel·ligentment el camp de batalla de Stonehenge. Va poder enviar un raig d'energia rebotant al voltant de les pedres antigues que finalment va colpejar un deathlord i el va matar. El deahtlord restant va atacar amb un raig d'energia que era més fort que l'escut produït per l'energitzador d'en Vek. En adonar-se que estava condemnat a menys que actués, en Vek es va teletransportar per amagar-se darrere d'una pedra i immediatament va enviar un altre raig a través de la pedra que va matar l'últim deahtlord. Va mantenir l'anell del deathlord com a arma addicional, plenament conscient que s'enviarien altres assassins.
Vek va aparèixer a la televisió global i va explicar el codi ètic de Nox i els deathlords, assenyalant que ara ell era tot el que s'interposava entre la humanitat i l'execució, i com s'havia rebel·lat contra Nox per protegir-la. Això va marcar un punt d'inflexió en l'actitud humana cap a Doomlord, malgrat que ell mateix havia matat molts humans.
Poc després, Vek va ser portat a Nox per un dispositiu de seguretat a la nau dels deathlords quan va intentar utilitzar-lo per rescatar el transbordador espacial, on va convèncer el Consell que el judici de mort era incorrecte i per aixecar la condemna a mort de la Terra; tanmateix, els seus crims contra Nox van significar que va ser retornat a la Terra a l'exili.
Durant els següents anys, la sèrie va canviar l'èmfasi d'una saga contínua de ciència-ficció a diverses aventures superheroiques poc connectades.

### Enok
Una llarga trama va introduir el personatge d'Enok. Vek va decidir convertir-se en pare per aprofundir en la seva comprensió dels humans, en particular l'emoció de l'amor, així que va utilitzar els seus coneixements de bioenginyeria per produir artificialment i fer créixer ràpidament un híbrid humà-noxià anomenat Enok. Inevitablement, les emocions humanes i els defectes d'Enok el van portar a la delinqüència, i finalment va assassinar en Vek malgrat el seu amor patern i la protecció dels Senyors del Foc de Noxian que van intentar matar Enok a causa de la seva "impuresa". Aleshores, Enok va causar estralls a la Terra que s'assemblaven més a la frustració dels adolescents que al veritable mal. Douglas Reeve es va injectar una mostra emmagatzemada de la sang de Vek, convertint-se així en Doomlord i, sense poder assassinar el seu propi fill, va abandonar Enok en un asteroide.

### Retorn a les arrels
Finalment, la tira va tornar al format de saga original. Molts "forats" van començar a aparèixer a la trama en aquest punt, contradiccions directes amb el que havia passat, i fins i tot per a una obra de ficció, algunes de les històries vorejaven la farsa. En Vek va haver de patir una prova psicològica als regnes místics de la mort per assegurar-se la seva dedicació a la Cold Blue Flame de la justícia noxiana. Va ser purgat de les seves emocions humanes, es va convertir en Servidor una vegada més i va tornar amb un odi ardent a la humanitat, malgrat que el Dread Council havia aixecat la condemna a mort.
Anteriorment, Vek havia tornat Enok a la Terra, tement el resultat de la prova, i l'havia col·locat en el seu "cicle de creixement" final sota una cascada d'Amèrica del Sud, apostant correctament que això faria madurar Enok i milloraria la seva disposició i fomentaria l'amor per la Terra. En efecte, Vek i Enok s'havien canviat de paper: Enok ara protegia la Humanitat, mentre que Vek volia destruir-la. A Vek se li havia donat un nou anell energètic que li permetia tant animar objectes (com aconseguir una xemeneia per lluitar per ell) com viatjar a través del temps, la qual cosa va fer que destruís l'avançada civilització prehistòrica de l'Atlàntida.
Quan en Vek va tornar, va assassinar fàcilment a Enok, la xemeneia animada el va colpejar fins a la mort perquè els nois Souster es mengessin deliberadament la seva sang mentre Vek turmentava la Terra; el germà gran, Pete, va aconseguir tornar com a Enok, i enfrontant-se a Vek en combat, els seus dinamitzadors van interactuar per fer-lo permanentment intangible, després de la qual cosa es va retirar per amagar-se dins d'una muntanya. Enok es va trobar continuant en el paper de Vek com a protector ara no desitjat i ressentit de la Terra, lluitant contra un "monstre de la contaminació", paràsits mentals alienígenes i un "superheroi rival" creat per la desviació d'una part de la seva força vital. Durant el mateix període, el nen Souster més jove, Mike, també es va convertir en Enok, però amb qualitats vampíriques inexplicables.
El primer Enok va ser assassinat lluitant contra el superheroi rival que havia estat posseït pels paràsits mentals, deixant el segon Enok sense decidir si protegir la humanitat o menjar-se-la, en un final inesperadament brusc de la sèrie.
Les històries clàssiques de Doomlord van continuar en forma de reimpressió fins a l'abril de 1990, però la sèrie es va abandonar completament amb l'última renovació d' Eagle.

## Recopilacions
- Doomlord: The Deathlords of Nox (2006), reimpressió d'històries de The Eagle del 24 de setembre de 1983 al 3 de març de 1984. Paperback, publicat per Hibernia. Escrit per Alan Grant i John Wagner, il·lustrat per Heinzl.

## Edició a Catalunya
Editorial Bruguera va publicat el primer serial a la revista Mortadelo (2ª època) nº 170 a 182, en entregues de quatre pàgines. Va començar a publicar el segon serial a Mortadelo nº 184, també amb quatre pàgines per entrega, però va quedar interrumpuda amb el número 191. L'any següent la va contiuar a partir de Super Rompetechos nº 43 amb entregues d'onze a dotze pàgines, però només se'n van publicar tres entregues quedant inacabada pel tancament de la revista.